# Franjo Bradaška
Franjo Bradaška, slovenski gimnazijski profesor in zgodovinar, * 3. december 1829, Kranj, † 1. februar 1904, Zagreb.

## Življenje in delo
Po končanem študiju si je kakor več drugih Slovencev v obdobju neoabsolutizma našel službo na Hrvaškem, kjer je sprva služboval kot gimnazijski profesor v Zagrebu, pozneje kot profesor in ravnatelj na varaždinski gimnaziji, od koder je prišel za ravnatelja gimnazije v Zagreb. V času učiteljevanja je priredil za hrvaške gimnazije Sravnajući zemljepis za više razrede srednjih učiona (Zagreb, 1867), ki je še posebno važen zaradi hrvaške geografske terminologije, ki ji je s to knjigo položil trdne temelje. Leta 1883 je stopil v pokoj, ki ga je preživljal v Gradcu, kasneje pa zopet v Zagrebu.
Svoj prvi zgodovinski članek Slovenci po popisu nekega Nemca je objavil 1852. Za Novice (1856, št. 72–75) je po A. Mažuraniću v slovenščino prevedel Kratek pregled starega slovstva hrvaškega, v Vodnikovem albumu pa razpravlja  o vzrokih, ki so Slovane ovirali, da se niso mogli svojemu številu primerno uveljaviti.  Samostojno pojmovanje zgodovine, trdno obvladovanje virov za slovensko zgodovino ter kritično presojo je pokazal v svoji daljši razpravi O najstarejši slovenski zgodovini. Odboru Slovenske Matice je poslal rokopis za Trdinovo knjigo Zgodovina slovenskega národa (COBISS). Trdina tega dela sicer ni nameraval objaviti.